# Simcha Sheps
Simcha Avrohom Hakohen Sheps dit Simcha Sheps, né le 18 avril 1908 à Wysokie Mazowieckie, Empire russe, aujourd'hui en Pologne et mort le 5 novembre 1998, est un rabbin orthodoxe américain, Rosh yeshiva de la Yechiva Torah Vodaas, de New York.

## Biographie
Simcha Sheps est né le 18 avril 1908 à Wysokie Mazowieckie, près de Łomża, Empire russe, aujourd'hui en Pologne. Durant sa petite enfance, il perd son père. Il est élevé par sa mère et son grand-père dans la ville de Sheptakova (Szepietowo)
.

### Études
Simcha Sheps étudie d'abord au Heder de Szepietowo. À l'âge de onze ans, il étudie à la Yechiva Ketana de Brańsk, en Pologne,  puis il va à Łomża, en Pologne, jusqu'à sa Bar-Mitzvah. Il étudie ensuite à la Yechiva Ohel Torah-Baranovich, établie à  Baranavitchy (Baranowicze) en Biélorussie, sous la direction des rabbins Elchonon Wasserman et Dovid Rappaport.
De l'âge de six ans jusqu'à la Seconde Guerre mondiale, il étudie à la Yechiva de Mir.